# 吉田涼
吉田 涼（よしだ すずみ、2001年8月12日 - ）は、沖縄県島尻郡与那原町出身の、日本の女子柔道選手。階級は48kg級。

## 経歴
与那原中学3年の時に全国中学校柔道大会の48㎏級では3回戦で敗れた。沖縄尚学高校に進むと、2年の時に全国高校選手権の52㎏級で5位になった。3年の時にはインターハイの3回戦で敗れた。2020年に環太平洋大学へ進むと、2年の時には全日本ジュニアの決勝で東海大学1年の吉岡光に技ありで敗れて2位だった。3年の時には講道館杯の代替大会となった全日本強化選手選考会の決勝で吉岡に反則勝ちして、シニアの全国大会初優勝を飾った。2024年にはコマツ女子柔道部の所属となると、実業個人選手権で優勝した。

## 戦績
- 2019年 - 全国高校選手権　5位
- 2021年 - 全日本ジュニア　2位
- 2022年 - 全日本強化選手選考会 優勝
- 2023年 -　体重別団体　3位
- 2024年　- 実業個人選手権　優勝
- 2024年　- 講道館杯　5位

(出典)